# Partia Socjaldemokratyczna (Timor Wschodni)
Partia Socjalistyczna (por. Partido Social Democrata, PSD) – socjaldemokratyczna partia w Timorze Wschodnim. 

## Historia
W pierwszych wyborach w Timorze Wschodnim, które odbyły się 30 sierpnia 2001 PS zdobyło 8,2% głosów i 6 z 88 mandatów do parlamentu. Deputowanymi PS byli: Fernando Dias Gusmao, Leandro Izaaka, Lúcia Lobato, Vidal de Jesus, Pires Milena i Mário Viegas Carrascalao, ale dwaj ostatni zostali zamienieni w trakcie procesu legislacyjnego przez João Gonçalvesa Mendesa i Maria da Paixao de Jesus da Costa.
W wyborach parlamentarnych w 2007 PS zawiązało wspólną koalicję z Socjaldemokratycznym Stowarzyszeniem Timoru Wschodniego, którą nazwano Coligação ASDT / PSD (w skrócie C-ASDT/PSD),  i która otrzymała 15,73% głosów i 11 z 65 miejsc w parlamencie. Koalicja ta stała się wiodącą siłą w parlamencie, po Kongresie Odbudowy Timoru i FRETILIN, która miała 21 miejsc.

## Główni członkowie
Założycielem i pierwszym prezesem PS był Mario Viegas Carrascalao. Jego następcą został 7 grudnia 2008 Zacarias Albano da Costa.
Lúcia Lobato jest wiceprzewodniczącym PS. W 2007 roku, podczas wyborów prezydenckich w Timorze Wschodnim kandydowała na urząd prezydenta. Dziś jest Ministrem Sprawiedliwości.
João Gonçalves Joy jest także wiceprezesem partii. Niegdyś pełnił funkcję Ministra Gospodarki i Rozwoju.
Papito Monteiro był od sierpnia 2007 do września 2008 Sekretarzem Stanu ds. Rozwoju Obszarów Wiejskich, lecz zrezygnował ze stanowiska z powodów zdrowotnych.
Agio Pereira, Hermenegildo (niegdyś należący do FRETILIN) jest sekretarzem Rady Ministrów i rzecznikiem rządu.

## Poparcie w wyborach
| Wybory | Poparcie | Zmiana punktów procentowych | Mandaty | Zmiana |
| ------ | -------- | --------------------------- | ------- | ------ |
| 2001   | 8,18%    | –                           | 6       | –      |
| 2007   | 15,73%   | 7,55                        | 11      | 5      |
| 2012   | 2,15%    | 13,58%                      | 0       | 11     |
| 2017   | 0,8      | 1,35%                       | 0       | –      |

- W wyborach w 2007 roku Partia Socjaldemokratyczna tworzyła koalicję wyborczą z Socjaldemokratycznym Stowarzyszeniem Timoru Wschodniego.

- Ugrupowanie nie wzięło udziału w wyborach parlamentarnych w 2023 roku[1].